# Allegro assai
Allegro assai  is een van oorsprong Italiaanse muziekterm die aangeeft in welk tempo een muziekstuk gespeeld moet worden. Letterlijk betekent het "zeer levendig of snel".
Allegro assai behoort tot de zeer snelle tempi. Het metronoomgetal komt neer op 168 tot 192, dus 168 tot 192 tellen per minuut.